# Bedug (Ngadiluwih)
Bedug is een bestuurslaag in het regentschap Kediri van de provincie Oost-Java, Indonesië. Bedug telt 3026 inwoners (volkstelling 2010).